# Osmoxylon
Osmoxylon es un género de fanerógamas perteneciente a la familia  Araliaceae, que comprende 60 especies. Es originario de Taiwán, Borneo y oeste del Pacífico.

## Taxonomía
El género fue descrito por Friedrich Anton Wilhelm Miquel y publicado en Annales Museum Botanicum Lugduno-Batavi 1: 5. 1863. La especie tipo es: Osmoxylon amboinense Miq. 

## Especies
| - Osmoxylon arrhenicum - Osmoxylon articulatum - Osmoxylon barbatum - Osmoxylon boerlagei - Osmoxylon borneense - Osmoxylon camiguinense - Osmoxylon catanduanense - Osmoxylon caudatum - Osmoxylon celebicum - Osmoxylon chrysanthum - Osmoxylon confertiflorum - Osmoxylon corneri - Osmoxylon dinagatense - Osmoxylon ellipsoideum - Osmoxylon eminens - Osmoxylon fenicis - Osmoxylon geelvinkianum - Osmoxylon globulare - Osmoxylon heterophyllum - Osmoxylon humile - Osmoxylon insidiator - Osmoxylon insigne - Osmoxylon kostermansii - Osmoxylon lanceolatum - Osmoxylon lineare - Osmoxylon luzoniense - Osmoxylon mariannense - Osmoxylon masarangense - Osmoxylon micranthum - Osmoxylon miquelii | - Osmoxylon novoguineense - Osmoxylon oblongifolium - Osmoxylon oliveri - Osmoxylon orientale - Osmoxylon pachyphyllum - Osmoxylon palmatum - Osmoxylon pectinatum - Osmoxylon pfeilii - Osmoxylon pseudofoliatum - Osmoxylon pulcherrimum - Osmoxylon puniceopolleniferum - Osmoxylon ramosii - Osmoxylon reburrum - Osmoxylon rectibrachiatum - Osmoxylon russellense - Osmoxylon serratifolium - Osmoxylon sessiliflorum - Osmoxylon simplicifolium - Osmoxylon soelaense - Osmoxylon spathipedunculatum - Osmoxylon striatifructum - Osmoxylon superantiflorum - Osmoxylon talaudense - Osmoxylon tetrandrum - Osmoxylon teysmannii - Osmoxylon trilobatum - Osmoxylon truncatum - Osmoxylon umbelliferum - Osmoxylon whitmorei - Osmoxylon yatesii |